# Matías Pisano
Matías Pisano (* 13. Dezember 1991 in Buenos Aires) ist ein argentinischer Fußballspieler. Er besitzt zudem die italienische Staatsangehörigkeit. Der Linksfuß spielt vorwiegend im offensiven Mittelfeld.

## Karriere
Matías Pisano erhielt seine fußballerische Ausbildung bei den Chacarita Juniors in seiner Heimatstadt Buenos Aires. Hier schaffte auch den Aufstieg in den Profikader. 2013 konnte er zu CA Independiente wechseln. Nach häufigen Einsätzen in der ersten Saison, noch in der Liga B, erhielt nach dem Aufstieg in die Primera Division weniger Einsätze. Seine nächste Station wurde Anfang 2016 der Cruzeiro EC aus Belo Horizonte in Brasilien. Hier erhielt er einen Vertrag bis Dezember 2018. Nachdem Pisano im Ligabetrieb kaum eingesetzt wurde, verlieh ihn Cruzeiro im Sommer 2016 bis Jahresende an den Ligakonkurrenten Santa Cruz FC. Nach der Kündigung seines Vertrages bei Cruzeiro wechselte Pisano Anfang Februar 2017 nach Mexiko zum Club Tijuana. Am 11. Februar 2017 bestritt Pisano sein erstes Spiel in der Liga MX. Am sechsten Spieltag der Saison 2016/17 wurde er im Heimspiel gegen den Club Necaxa in der 82. Minute eingewechselt.
Anfang 2018 kehre Pisano nach Argentinien zurück. Er wurde bis Juni des Jahres an den Club Atlético Talleres ausgeliehen. Nach Ablauf der Leihe blieb Pisano in seiner Heimat, indem er zum Club Atlético Aldosivi wechselte. Im Juli 2019 ging Pisano nach Kolumbien, wo er sich América de Cali anschloss. In der Saison 2020 wurde er zunächst an den Al-Ittihad in die VAE ausgeliehen. Spiele hat er für den Klub nicht bestritten. Im Januar 2021 wurde seine Leihe an Argentinos Juniors in seiner Heimat bekannt. Im Juli 2021 schloss er sich Atromitos Athen an. Bereits nach einem halben Jahr verließ er den Klub und kehrte in seine Heimat zurück. Hier unterzeichnete er zum zweiten Mal bei Aldosivi. Der Kontrakt erhielt eine Laufzeit über zwei Jahre.
Bereits zu Jahresbeginn 2023 wechselte Pisano zu Atlético Palmaflor nach Bolivien und kehrte im September zu seinem Jugendklub Chacarita Juniors zurück. Er unterzeichnete einen Vertrag bis Jahresende, kam aber aufgrund rechtlicher Probleme zu keinen Einsätzen.

## Erfolge
América de Cali
- Categoría Primera A Finalización: 2019